# Anolis rupinae
Anolis rupinae är en ödleart som beskrevs av  Williams och WEBSTER 1974. Anolis rupinae ingår i släktet anolisar, och familjen Polychrotidae. Inga underarter finns listade i Catalogue of Life.